# 戰慄時空2：倖存者
《戰慄時空2：倖存者》（中国大陆又译作）是基于《半衰期2》的街机游戏，它在2006年6月28日发布于Taito的Type X+街机系统，使用高清LCD作为显示屏幕，玩家使用手柄和踏板来控制角色。游戏包含3个不同的模式：剧情，战斗和剧情。评论认为它是街机平台上一款优秀的游戏，同时为战栗时空系列在街机平台上开了个好头。

## 游戏玩法

游戏截图

玩家通过手柄和踏板来控制角色的移动，游戏包含以下几个模式：剧情，和原始半条命系列的剧情模式相类似。任务，几个玩家通过网络合作来共同达到目标。战斗，和原始游戏的死亡竞赛模式相同。任务模式和剧情模式最高支持8个玩家同时游戏。
在剧情模式，玩家可以在原始游戏的部分场景中进行战斗，每章都有数个关卡和数个目标。当目标完成时，玩家便可以进入下一章节。当玩家完成一章中的所有关卡，玩家便可以把游戏进度储存在存储卡中以便下次继续游戏。但是剧情模式并不包括半条命2原始游戏中的任何元素，关卡或物理难题。
在任务模式，每个地图都有3个等级：一般，困难和非常困难。地图目标包括"Collect gems", "Destroy Zombie spawning points"和 "Escape"。这些地图也同时支持战斗模式，最高允许进行4V4的死亡竞赛游戏。玩家可以选择联合军或幸存者阵营，每个阵营都有4个职业:游骑兵、士兵、狙击手和工程师。

## 开发
游戏使用和半条命2PC版和XBOX360版相同的材质，游戏最早在2005年11月19日于东京举行的一个私人展览上向公众展示。游戏最初计划于2006年3月发布，但随后推迟至6月。游戏只在日本发行。
游戏运行于基于Type X的街机上，街机采用和PC相同的结构，运行Windows XP Embedded操作系统，街机使用一块32英寸的LCD显示屏，街机同时使用5.1声道的环绕立体声音箱，同时允许使用智能卡来存储数据。因为游戏支持网络功能，所以允许8名玩家同时游戏，如果玩家人数不足8名，游戏将用机器人填补空白。